# Конференц-центр имени Елизаветы II

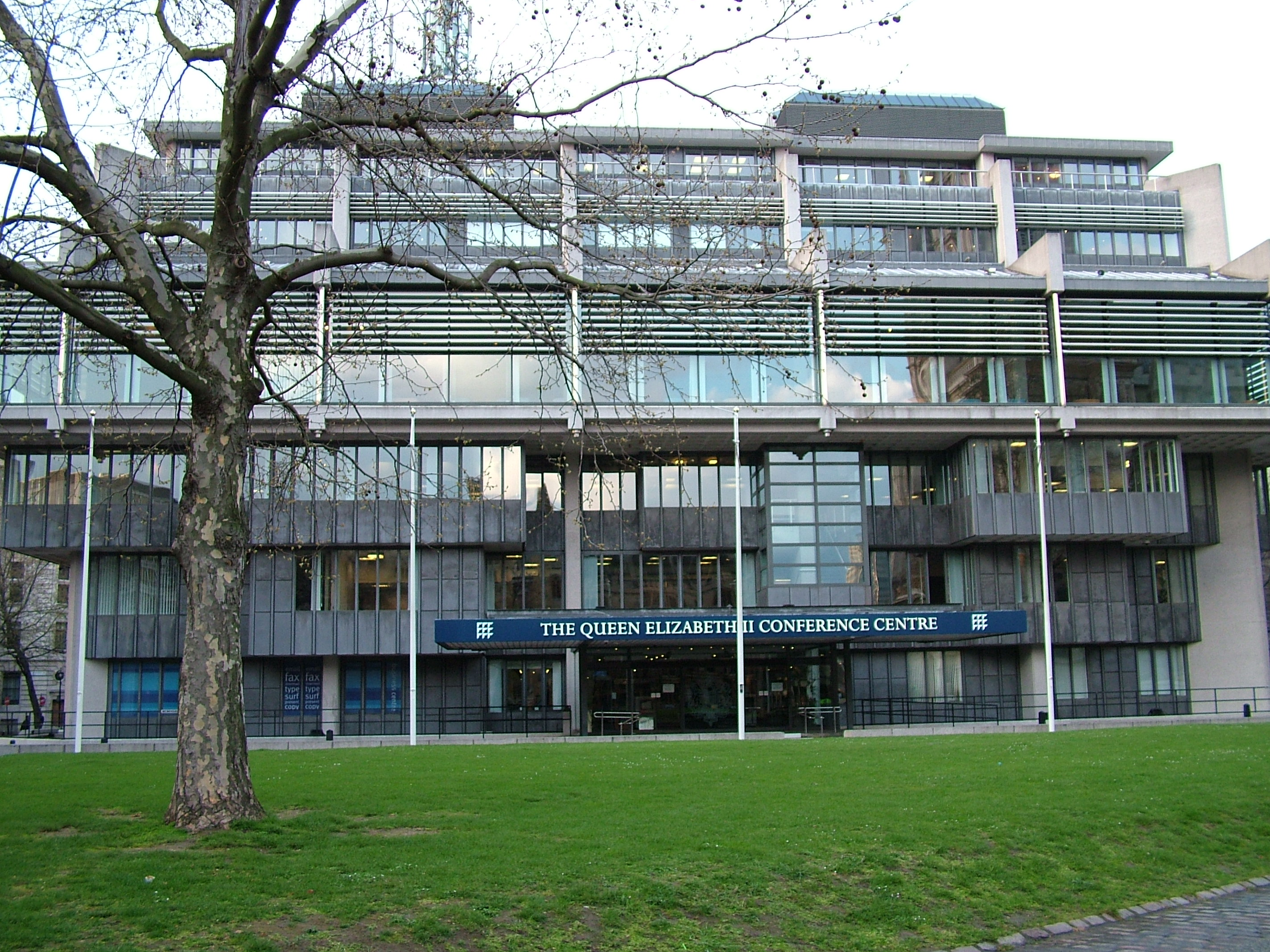

Конференц-центр имени Елизаветы II (англ. Queen Elizabeth II Conference Centre) — здание в Лондоне, округе Вестминстер. Расположено в центре города, неподалёку от Вестминстерского дворца — места заседаний британского парламента. По причине своего местоположения привлекает множество высокопоставленных встреч.
До постройки конференц-центра на этой территории было несколько зданий.